# Xu Fan
Pour les articles homonymes, voir Xu.
Dans ce nom chinois, le nom de famille, Xu, précède le nom personnel.
Xu Fan (chinois traditionnel : 徐帆), née à Wuhan (province de Hubei, en Chine) le 16 août 1967, est une actrice chinoise.

## Biographie
Xu Fan a épousé le réalisateur Feng Xiaogang en 1999 et a joué dans de nombreux films et séries de télévision dirigés par son mari.

## Filmographie

### Cinéma
- 1999 : The Mirror de Siu Wing
- 2000 : Baba de Wang Shuo
- 2004 : A World Without Thieves

## Distinctions

### Coq d'or
- 1993 : nomination au Coq d'or de la meilleure actrice pour After Separation (Da Sa Ba)
- 1995 : nomination au Coq d'or de la meilleure actrice pour Gone Forever with My Love (Yong shi wo ai)
- 1999 : nomination au Coq d'or de la meilleure actrice pour Be There or Be Square (Bu jian bu san)
- 2000 : nomination au Coq d'or de la meilleure actrice dans un second rôle pour Sigh (Yi sheng tan xi)
- 2009 : nomination au Coq d'or de la meilleure actrice pour Tremblement de terre à Tangshan (Tang shan da di zhen)

### Prix des Cent Fleurs
- 2003 : nomination au Prix des Cent Fleurs de la meilleure actrice pour Cell Phone (Shou ji)

### Huabiao Film Award
- 1999 : Huabiao Film Award de la meilleure actrice pour Be There or Be Square (Bu jian bu san)
- 2009 : Huabiao Film Award de la meilleure actrice pour Tremblement de terre à Tangshan (Tang shan da di zhen)

### Autres prix
- Festival étudiant du cinéma de l'université de Pékin :
  - 1999 : Meilleure actrice pour Be There or Be Square (Bu jian bu san)
  - 2000 : Meilleure actrice pour Sigh (Yi sheng tan xi))
- 2000 : Meilleure actrice au Festival international du film du Caire pour Sigh (Yi sheng tan xi))
- 2009 : Meilleure actrice aux Asian Film Awards pour Tremblement de terre à Tangshan (Tang shan da di zhen)
- 2009 : nomination au Golden Horse Award de la meilleure actrice pour Tremblement de terre à Tangshan (Tang shan da di zhen)
- 2009 : nomination au Asia Pacific Screen Award de la meilleure actrice pour Tremblement de terre à Tangshan (Tang shan da di zhen)